# Eudendrium macquariensis
Eudendrium macquariensis is een hydroïdpoliep uit de familie Eudendriidae. De poliep komt uit het geslacht Eudendrium. Eudendrium macquariensis werd in 2003 voor het eerst wetenschappelijk beschreven door Watson. 